# Луканская колбаса
Луканская колбаса (лат. Lucanicae) — вид копчёной колбасы.
По рецепту псевдо-Апиция луканская колбаса приготовлялась следующим образом: растирался перец с сатуреей, рутой, сельдереем, лавровыми ягодами, подливался гарум, а также мелко нарубленное мясо, перец в зёрнах, много жира. Этим фаршем начинялись кишки и подвешивались коптиться.
Рецепт приготовления этой колбасы, в котором смешивались пряности и различные продукты, является характерным для кухни времён начала империи.
Этот сорт колбасы известен со времён античности, её, возможно, привезли легионеры из Южной Италии (колбаса названа в честь региона Лукания, сегодня Базиликата) в Рим. В поваренной книге Апиция эта колбаса упоминается, например, в качестве гарнира к другим блюдам.